# Gustav Hägglund (präst)
Sven Gustav Hägglund, född 5 oktober 1874 i Slädene socken, död 25 december 1943 i Dorchester, Massachusetts, var en svenskamerikansk präst.
Sven Hägglund var son till torparen Karl August Johansson och kom med sina föräldrar till USA 1883. Efter avgångsexamen från Augustana College 1900 och prästexamen från teologiska seminariet i Rock Island 1904 tjänstgjorde han som präst i flera svenska församlingar inom Augustanasynoden och från 1919 i svenska evangeliskt-lutherska Vasaförsamlingen i Drochester. Han studerade också bland annat vid Universitetet i Chicago 1906–1907 och vid Brown University 1913–1919. Han blev bachelor of arts 1915 och doctor of philosophy 1919. Hägglund var sekreterare i Illinoiskonferensen inom Augustanasynoden 1910–1912 och under många år president i New Englandskonferensen. Hägglund intresserade sig för sitt födelseland och var bland annat korresponderande ledamot i Riksföreningen för svenskhetens bevarande i utlandet och under en följd av år sekreterare i dess amerikanska avdelning, Svenska nationalförbundet. Han besökte Sverige 1907, 1923 och 1932, varav 1923 som ombud till Allsvenska tinget i Göteborg.